# Urs Remond
Urs Remond (* 12. Oktober 1964 in Neukirchen-Vluyn, Deutschland) ist ein Schweizer Schauspieler, Autor und Sprecher.

## Leben
Urs Remond verbrachte seine Kindheit und frühe Jugend in Kamerun. Parallel zum Gymnasium in der Schweiz absolvierte er eine klassische Tanzausbildung. Nach der Matura studierte er von 1983 bis 1985 Schauspiel an der Hochschule für Musik und Theater Hamburg.
Remond schrieb zunächst Drehbücher und Theaterstücke. Später lag der Schwerpunkt seiner künstlerischen Tätigkeit beim Schauspiel. 1990 führte er am Hebbel-Theater in Berlin Regie bei einer Theaterproduktion von Dracula nach einer eigenen Adaption von Bram Stokers berühmten Roman. Ausserdem inszenierte er mehrere Musikvideos. 2008 schrieb er das Drehbuch zu dem Film Liebe macht sexy.
Ab Ende der 1980er Jahre begann seine dauerhafte Karriere im deutschen Fernsehen. Remond übernahm hierbei mehrere durchgehende Serienrollen, wiederkehrende Episodenrollen und auch Gastrollen.
Bekanntheit erlangte Remond vor allem durch seine durchgehenden Serienhauptrollen. In der RTL-Fernsehserie Geisterjäger John Sinclair spielte er Bill Conolly. Ebenfalls für RTL übernahm Remond ab der vierten Staffel der Actionserie Medicopter 117 – Jedes Leben zählt ab 2001 die Rolle des Notarztes Dr. Mark Harland. Vor dieser hatte er bereits einen Gastauftritt in der dritten Staffel in Folge 29 (Gehetzt) als V-Mann Martin Bäumler, der einer Drogen- und Bestechungsaffäre auf der Spur war. Von 2010 bis 2011 spielte er in der Telenovela Lena – Liebe meines Lebens die Rolle des Rafael von Arensberg. Von Mai bis Juni 2016 hatte Remond als Jeff Parker eine Nebenrolle in der 13. Staffel der ARD-Telenovela Rote Rosen.
Seit 2011 ist Urs Remond vermehrt international tätig, u. a. in der amerikanischen Agenten-Serie Covert Affairs und in der historischen BBC-Mini-Serie 37 Days (2014). Darin war er im Hauptcast als deutscher Botschafter Fürst Lichnowsky zu sehen. Im 2018 erschienenen Videogame Battlefield V spielte er als Panzerkommandant Peter Müller eine viel diskutierte Hauptrolle.
In dem Fernsehfilm Die Getriebenen, der 2020 mit dem Produzentenpreis der Deutschen Akademie für Fernsehen ausgezeichnet wurde, übernahm Urs Remond die Rolle des Regierungssprechers Steffen Seibert. 2023 war er der Gegenspieler von Elena Sofia Ricci in der italienischen TV-Serie Fiori sopra l'inferno - I casi di Teresa Battaglia nach dem gleichnamigen Bestseller von Ilaria Tuti.
Neben seiner Tätigkeit als Schauspieler ist Urs Remond als Sprecher von Hörspielen und Hörbüchern tätig. Die von Remond geschriebene Komödie Goldene Hände erschien 2023 als selbst eingelesenes Hörbuch. Das von Urs Remond gelesene Hörbuch zum neuen Roman von Paul Auster Baumgartner erschien im Januar 2024 und landete auf dem 1. Platz der hr2-Hörbuchbestenliste 2/2024.

## Filmografie (Auswahl)

### Filme
- 1987: Otto – Der neue Film
- 1991: Geliebte Milena
- 1992: Heiss – Kalt
- 1993: L'oreiller
- 1994: Armer Adel – Reicher Adel
- 1995: Der Clan der Anna Voss
- 1996: Coplan
- 1996: Ein Mord auf dem Konto
- 1997: Novacek
- 1999: Abendland
- 1999: Schrei – denn ich werde dich töten!
- 2002: Edgar Wallace – Die vier Gerechten
- 2006: Du hast gesagt, dass du mich liebst
- 2006: Lüthi und Blanc
- 2010: Rosamunde Pilcher – Im Zweifel für die Liebe
- 2011: Covert Affairs
- 2011: Rosamunde Pilcher – Gefährliche Brandung
- 2012: Running Await
- 2014: Iron Wolf
- 2013: White Lies
- 2015: L’onore e il rispetto
- 2018: Rosamunde Pilcher – Das Geheimnis der Blumeninsel
- 2019: Rapunzels Fluch
- 2020: Die Getriebenen
- 2021: Inga Lindström: Das Haus der 1000 Lichter
- 2022: Tatort: Tyrannenmord

### Fernsehserien
- 1986: Die Schwarzwaldklinik (Folgen 1x17–1x18)
- 1987: Das Erbe der Guldenburgs (Folge 1x05)
- 1987: Ein Heim für Tiere (Fernsehserie, Folge 3x06)
- 1996, 2014: Alarm für Cobra 11 – Die Autobahnpolizei (Folgen 1x07, 36x07)
- 1997: Für alle Fälle Stefanie (Folge 3x30)
- 1997: Liebling Kreuzberg (Folge 5x09)
- 1998: Mobbing Girls (1 Folge)
- 1998: Hinter Gittern – Der Frauenknast (3 Folgen)
- 1999: Dr. Sommerfeld – Neues vom Bülowbogen (Folge 2x05)
- 2000–2007: Medicopter 117 – Jedes Leben zählt (44 Folgen)
- 2000: Geisterjäger John Sinclair (7 Folgen)
- 2000: Lexx – The Dark Zone (LEXX, Folge 3x06)
- 2001: Der Clown (Folge 5x05)
- 2002: Berlin, Berlin (Folgen 1x17–1x18)
- 2002, 2005: In aller Freundschaft (Folgen 5x05, 7x39)
- 2005: Wolffs Revier (Folge 13x04)
- 2005: Pfarrer Braun – Adel vernichtet
- 2006: Ein starkes Team – Gier (Folge 1x33)
- 2007: SOKO Kitzbühel (Folge 6x12)
- 2008: R. I. S. – Die Sprache der Toten (Folge 2x10)
- 2009: Die Alpenklinik – Riskante Entscheidung
- 2009: SOKO Wien (Folge 5x09)
- 2010–2011: Lena – Liebe meines Lebens (Telenovela, 180 Folgen)
- 2013: Die Rosenheim-Cops (Folge 12x13)
- 2013: Tatort – Happy Birthday, Sarah
- 2014: Verbotene Liebe (Soap, 3 Folgen)
- 2014: Heiter bis tödlich: Hauptstadtrevier (Folge 2x08)
- 2014: 37 Days (Mini-Serie)
- 2016, 2022: SOKO Stuttgart (Folgen 7x13, 13x23)
- 2016: Rote Rosen (Soap, 12 Folgen)
- 2017: SOKO Wismar (Folge 14x13)
- 2018: Der Bestatter (Folge 6x01)
- 2019: Alarm für Cobra 11 – Die Autobahnpolizei (Folge 24x13)
- 2019: Der Kriminalist (Folge 14x05)
- 2021: SOKO Wismar (Folge 19x08)
- 2022: Blutige Anfänger (Folge 3x11)
- 2022: SOKO Stuttgart (Folge 13x23)
- 2023: Fiori sopra l'inferno: I casi di Teresa Battaglia (Folgen 1x02–1x06)
- 2024: Gute Zeiten, schlechte Zeiten

### Synchron
- 2015: Wolfenstein: The Old Blood … als Kessler/Prisoner
- 2018: Battlefield V … als Acting Talent
- 2019: Neon Genesis Evangelion (2. Synchronfassung) … als Gendō Ikari

## Hörbücher
- 2022: Moorgrab - Ein Fall für Kommissar Montag
- 2022: Weihnachtsküsse in Manhattan
- 2022: Poesien - France Prešeren
- 2023: Enzo und der Weihnachtsmann
- 2023: Die Schwärze des Spiegels
- 2023: Tomatensauce und andere Geschichten des Grauens
- 2023: Goldene Hände (Autorenlesung), Verlag: die GehörGäng, Audible, BookBeat
- 2024: Baumgartner[5]